# Вигнанка (картина)
Вигнанка — картина, один з останніх творів Боттічеллі. Швидше за все, Боттічеллі звернувся до біблійних рядків: "І вивів її слуга геть і замкнув за нею двері. А Тамара посипала попелом голову свою, а квітчасту туніку, що була на ній, і поклала руку свою на голову свою і все ходила та голосила". Але яку б легенду не мав на увазі Боттічеллі, в цій картині вона звучить як загальнолюдська тема, і навіть в наш час виглядає сучасною.

## Відкриття 19 століття. Реабілітація Боттічеллі
Значна мистецька вартість картин Боттічеллі, вся його творчість мають вагомий авторитет в 20 столітті та зараховуються до найкращих досягнень художнього генію людства. Але ще на початку 19 ст. Боттічеллі не був ні авторитетом для науковців, ні для прихильників мистецтва. Типовою була несхвальна оцінка, що дав фрескам Боттічеллі один пихатий англійський мандрівник, що відвідав Сикстинську каплицюі лаяв « посередність, хвалькуватість тих художників, яких Сикст IV запросив, аби прикрасити, а точніше сплюндрувати стіни Каплиці. Нагляд за усим папа римський з притаманним усім володарям марнославством і необізнаністю доручив Сандро (Боттічеллі), найбільш некваліфікованому з усіх, чиї варварський смак і суха дріб'язкість … перетворили ансамбль на пам'ятку порожньої пихи, не гідної святого місця». І це говорилося і писалося про талановито створені фрески Доменіко Гірляндайо, Боттічеллі і Перуджино. Композиційний талант тільки одного Перуджино дав в каплиці найкращі зразки доби. До того ж лаяти і ганьбити художників за різну природну обдарованість — і некоректно, і несправедливо, і недалекоглядно, адже папа запросив на роботу найкращих, які тоді були. І не їх провина, що послідовники — Мікеланджело, Рафаель Санті- виявилися більш обдарованими і універсальними в творах.
Неприємно читати вже принизливі рядки Джорджо Вазарі про Боттічеллі, бо набалуваний величними зразками творів Мікеланджело Буонаротті, Леонардо да Вінчі і Рафаеля, він мало поціновував Боттічеллі. В його життєпису Вазарі обмежився анекдотами (sic!), не дав описів багатьох головних творів художника і схвально відгукнувся лише про фреску «Святий Августин», найбільш монументальну серед творів Боттічеллі (тільки в ній той наблизився до монументальної манери тих же Мікеланджело чи Рафаеля). Ніякі інші переваги художника Вазарі не узяв до аналізу чи дослідження. Слава Боттічеллі зходила на нівець і майстра забули майже на 350 років.
Підвищення рівня наукових досліджень, сумніви в справедливості давніх оцінок, переоцінка колишніх висновків і авторитетів в 19 ст. реабілітувала творчість багатьох майстрів минулого. Серед повернутих в історію мистецтва і наново схвально прийнятих — Сандро Боттічеллі, Веласкес, Франс Халс,Ян Вермер, Ель Греко, ціла низка майстрів Нічеччини, Нідерландів, тої ж Італії 14-15 століть.

## Опис картини
На невеличкій дошці (47,3 × 42,8 см) темперними фарбами зображено жінку на сходинках суворого будинку, схожого на фортецю. Розміри самого живопису ще менші — 47 × 41 см. Перші поверхи будинків у Флоренції 15 століття відводили під склади, комори. Вони мали дуже маленькі вікна, які до того ж захищали міцними ґратами. Більші вікна мали 2-й і 3-й поверхи, відведені під житло. В картині Боттічеллі навіть перший поверх багатої оселі не має вікон. І це посилює відчуженість, ворожість домівки, що нещодавно була рідною до вигнанки. У Боттічеллі мало картин з однією постаттю, якщо це не портрет. Вигнанка гірко плаче перед порталом багатої оселі, що повернута на вулицю фасадом-фортецею, ворожою тепер і для жінки. А ридання вигнанки і розкиданий одяг свідчать, що була бійка, яка закінчилася ще однією людською трагедією.

## Дослідження
Картина стала предметом тривалих досліджень тільки в 19 ст. Почалися сумніви навіть в її авторстві. Плутанину посилив напис на звороті дошки, де знайшли епітафію Аннібалє Каро на смерть художника Мазаччо, бо хтось вирішив, що це твір Мазаччо. Аналіз тексту виявив, що напис зробили у 19 столітті, а твір не належав Мазаччо навіть за стилем. Серед митців, яким приписали авторство -
- Ерколє де Роберті
- Філіппіно Ліппі та інші.

Говорили навіть, що це твір англійського прерафаеліта, а ніяк не картина 15 ст. Попередню історію картини ніяк не висвітлювали архіви, де не знайдено жодних згадок про подібний твір, його замовника чи володаря. Лише звернення до малюнків Сандро Боттічеллі посилило докази, що твір належить саме йому. Р.ван Марле знайшов подібну фігуру в малюнку Боттічеллі до "Божественної комедії" Данте («Чистилище»,V, «Чистилище», XXVII, «Ад», ХІІІ). Знайшли і подібні сходинки, і двері — в картині Боттічеллі «Благовіщення», яку зберігає Державна галерея міста Ганновер, Німеччина. Дійшли і якісь згадки про участь Боттічеллі в створенні алегоричних картин. За припущеннями, він міг створити лише одну з них („Вигнанку «), а решту передати для виконання іншому майстру, як це було з тим же Філіппіно Ліппі. Адже в той час Боттічеллі отримав запрошення від папи римського і поспішав у Рим, де його чекала дійсно цікава творча праця в Сикстинській каплиці. Можливо через це так мало звісток про цю серію в історичних джерелах.